# Conkal
Conkal es una localidad situada en el estado de Yucatán, México. Según el censo de 2020, tiene una población de 13 944 habitantes.
Es la cabecera del municipio homónimo.
Forma parte de la zona metropolitana de Mérida.
Se ubica en las coordenadas 21° 4′ N 89° 31′ O.

## Toponimia
Una interpretación es que el nombre significa ‘aquí se vende por veintenas’ y proviene de las voces con, cono I, que significan "vender", y kal, que significa "veinte", "veintenas".
Otros autores sostienen que provienen de cuunka o kayhuc, que es una planta parasitaria de la zona.
Para otros significa "lugar del pescuezo".

## Historia
El sitio que hoy ocupa la localidad de Conkal perteneció a la provincia maya de Ceh Pech. Poco después de la fundación de la ciudad de Mérida, se estableció en Conkal una encomienda a favor de la familia Montejo. Al mismo tiempo, los frailes franciscanos, como parte de su obra evangelizadora entre los indígenas, comenzaron a levantar el cuarto convento en la península.
Una vez declarada la independencia de Yucatán, en 1821, y su posterior incorporación a la República Mexicana, la localidad de Conkal paso a la jurisdicción del partido de la Costa, cuya cabecera fue Izamal. Como consecuencia del conflicto armado conocido como Guerra de Castas, el Gobierno estatal aplicó en esta población estrictas medidas de seguridad en contra de todos los nativos sospechosos de colaborar con los sublevados. Al modificarse la división territorial del estado en la segunda mitad del siglo XIX, el pueblo de Conkal pasó a formar parte del partido de Tixkokob, hasta el año de 1918, en que pasa a ser cabecera municipal.

## Cultura
Entre los monumentos históricos que destacan en Conkal se encuentra la Iglesia de San Francisco de Asís, exconvento originalmente construido en el siglo XVII.
En lo que respecta a fiestas populares, del 1 al 8 de mayo se lleva cabo la fiesta en honor a la Santa Cruz.

## Galería

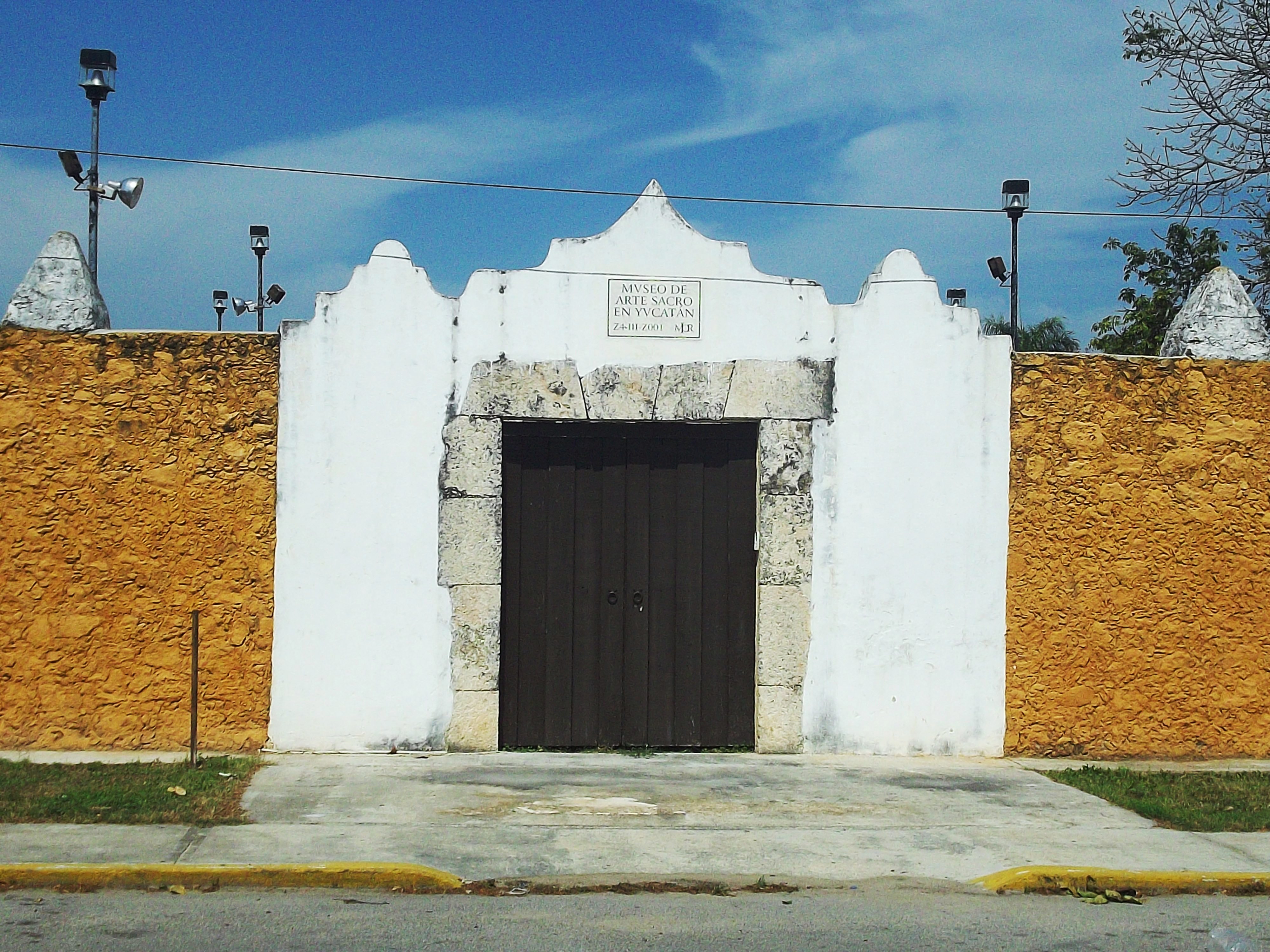
Galería de Arte Sacro en Yucatán
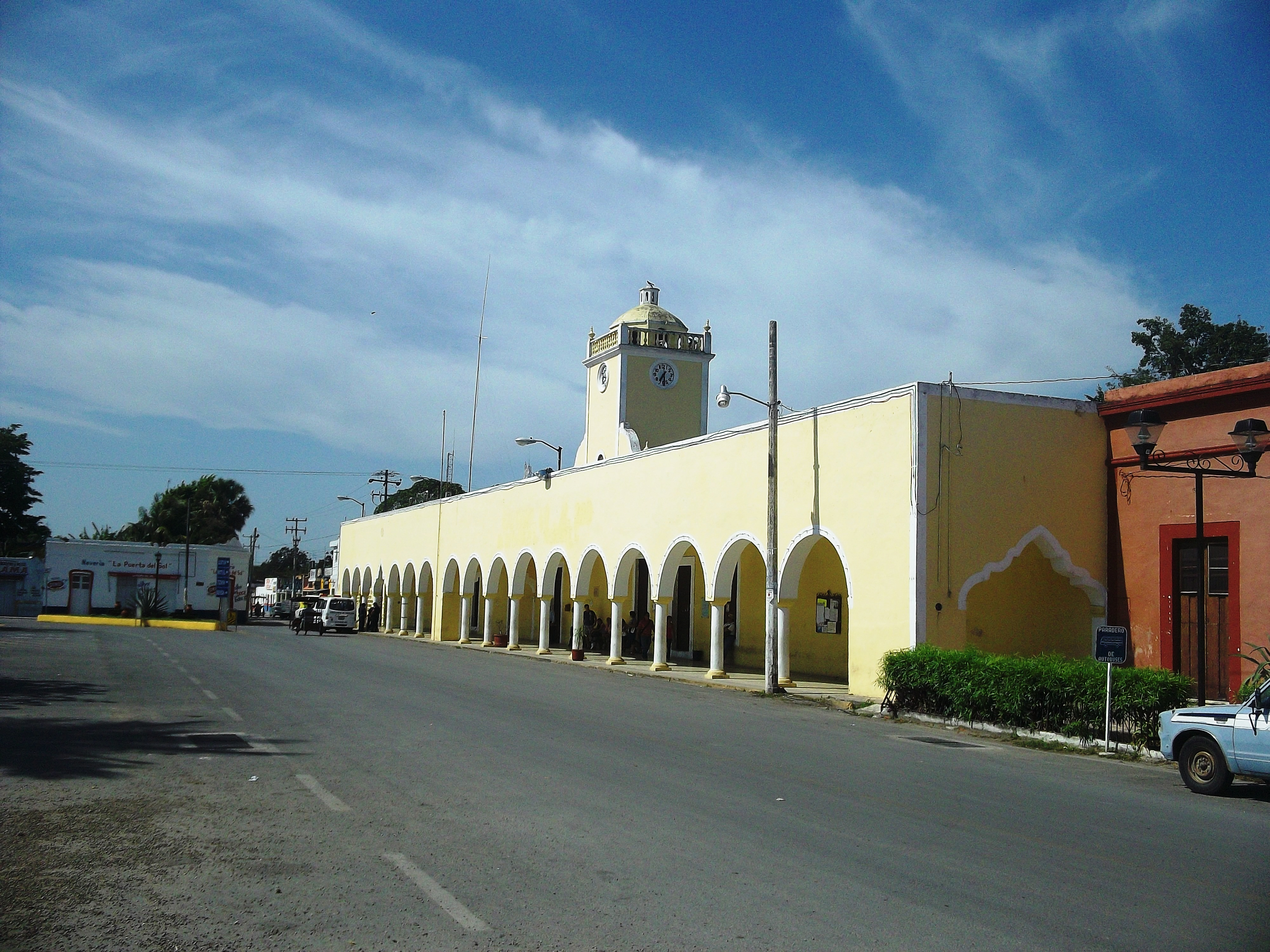
Ayuntamiento de Conkal